# Mantellina
Mantellina is een geslacht van tweekleppigen uit de  familie van de Limidae.

## Soorten
- Mantellina inoceramoides (Sacco, 1904) †
- Mantellina translucens Harasewych & Tëmkin, 2015